# Makaia schoutedeni
Makaia schoutedeni är en fjärilsart som beskrevs av Embrik Strand. Makaia schoutedeni ingår i släktet Makaia och familjen trågspinnare. Inga underarter finns listade i Catalogue of Life.